# Patxi Izco
Francisco José Izco Ilundain (Gazólaz, 16 de marzo de 1946 - Pamplona, 21 de abril de 2023), más conocido como Patxi Izco, fue un empresario inmobiliario y dirigente deportivo español. En 2002, se convirtió en el presidente número 21 del Club Atlético Osasuna. Dejó el cargo una década después, en 2012.

## Biografía
Asesor financiero e inmobiliario, Patxi Izco saltó a la fama en 2002, cuando anunció su candidatura para suceder a Javier Miranda Martínez en la presidencia del Club Atlético Osasuna. Con el técnico Javier Aguirre como apuesta principal de su candidatura, Izco se impuso en las elecciones celebradas el 27 de mayo de 2002 con una amplia mayoría, al obtener el 76% de los sufragios, ante el 13% de Juan Manuel Pedreño y el 7% de Miguel Ángel Jaime. 
Durante los cuatro primeros años de Izco en el mandato y con el mexicano Aguirre en el banquillo, el CA Osasuna vivió la mejor etapa de su historia. Tras alcanzar las semifinales de la Copa del Rey la temporada 2002/03, en 2005 los navarros se proclamaron por primera vez subcampeones del torneo del KO. Y un año más tarde finalizaron la liga en cuarta posición, igualando así la mejor clasificación de su palmarés, además de poder debutar, la siguiente temporada, en la Liga de Campeones de la UEFA. 
Avalado por estos éxitos, Izco fue reelegido sin oposición en 2006, aunque tuvo que afrontar su nuevo mandato sin Javier Aguirre, fichado por el Atlético de Madrid. Izco confió entonces en Cuco Ziganda, exjugador sin experiencia en los banquillos de élite que, a pesar de su mal debut –cayó eliminado en la fase previa de la Liga de Campeones- finalmente condujo a los rojillos hasta las semifinales de la Copa de la UEFA.
Tras estos éxitos deportivos, vienen años más discretos, hasta el punto que la temporada 2008/09 Izco relevó a Ziganda por José Antonio Camacho, quien logró evitar el descenso de equipo. Esa misma temporada, en noviembre de 2008, el presidente osasunista sufrió un síncope mientras trabajaba en los despachos del club, del que logró reponerse satisfactoriamente.
Al margen de los resultados deportivos, entre otras medidas adoptadas por Izco destaca el patrocinio del estadio, que pasó a llamarse Reyno de Navarra.
En mayo de 2010 se presentó por tercera vez consecutiva y última reelección, sin oposición alguna. Izco destituyó al entrenador José Antonio Camacho en febrero de 2011, siendo sustituido por José Luis Mendilibar.
Patxi Izco fue detenido en marzo de 2015 para declarar sobre el presunto desvío de al menos 2,4 millones del Club Osasuna. Fue condenado en septiembre de 2021 a 23 meses de prisión y al pago de 1.154.762€ al club navarro por un delito continuado de apropiación indebida y falsedad contable cometidos entre las temporadas 2004-2005 y 2010-2011.
El 21 de abril de 2023 falleció en Pamplona a la edad de 77 años. El propio Club Atlético Osasuna hizo oficial la noticia a través de su cuenta de Twitter.
| Predecesor: Javier Miranda Martínez | Presidente del Club Atlético Osasuna 2002-2012 | Sucesor: Miguel Archanco Taberna |